# Ломехузы
Ломехуза (лат. Lomechusa) — род мирмекофильных жуков-стафилинид из подсемейства Aleocharinae.

## Описание
Усики прикреплены близ и над глазами, довольно длинные, толстые и опушенные; 11-члениковые, первый членик грушевидный, второй меньше первого, третий больше обратнояйцевидно-срезанный, семь последующих члеников чашевидные, постепенно увеличивающиеся в длине, 11-й самый большой членик вытянутоовальной формы, вершина изогнута, снабжён железой. Верхняя губа поперечная, углы округлые, с небольшой выпуклостью посередине, несущая несколько щетинок. От близкого рода Lomechusoides ломехузы отличаются отсутствием чёрных отстоящих щетинок на боковых краях пронотума и у основания надкрылий.

## Экология
Летними хозяевами ломехуз являются муравьи рода Formica (Formica cinerea, Formica fusca и Formica sanguinea), а зимуют эти жуки в муравейниках рода Myrmica (видов Myrmica rubra, Myrmica ruginodis, Myrmica rugulosa, Myrmica scabrinodis, Myrmica schencki и Myrmica sulcinodis).

## Систематика
Долгое время (почти два века) существовала путаница в номенклатуре родовых названий этой группы. Род Lomechusa был установлен Иоганном Гравенхорстом в 1806 году (Gravenhorst, 1806), типовым видом которого Пьер Латрейль (Latreille, 1810) сделал Staphylinus emarginatus Paykull, 1789. Затем в 1829 году (Dillwyn, 1829), был описан род Atemeles, типовым видом для которого Джон Вествуд (Westwood, 1838) выбрал вид Atemeles paradoxus (Gravenhorst, 1806). В 1939 году Тоттенхем (Tottenham, 1939) описал род Lomechusoides, типовым видом которого выбрал L. strumoides (Fabricius, 1775). Некорректное использование имени Lomechusa продолжалось до конца XX века (Palm 1949, Schilow 1977, 1981, Sawada 1994). И только недавно, название Lomechusa стало трактоваться как старший синоним для Atemeles (Smetana 2004, Hlaváč 2005).
К роду относятся (в широком смысле, включая Lomechusoides) около 30 видов, в том числе:
- вид: Lomechusa amurensis Wasmann, 1896 (Lomechusoides)
- вид: Lomechusa barbarae (Schilow, 1977)
- вид: Lomechusa bordonii Hlaváč, 2005[5]
- вид: Lomechusa brevicornis Chen & Zhou, 2007[4]
- вид: Lomechusa dvoraki Hlaváč, 2005[5]
- вид: Lomechusa elegans Chen & Zhou, 2007[4]
- вид: Lomechusa emarginata (Paykull, 1789) (=Atemeles emarginatus (Paykull, 1789))
- вид: Lomechusa inflata Zetterstedt, 1828 (Lomechusoides)
- вид: Lomechusa kishimotoi Hlaváč, 2005[5]
- вид: Lomechusa mongolica Wasmann, 1896 (Lomechusoides)
- вид: Lomechusa paradoxa Gravenhorst, 1806
- вид: Lomechusa parva Chen & Zhou, 2007[4]
- вид: Lomechusa pubicollis C. Brisout de Barneville, 1860
- вид: Lomechusa seticornis Chen & Zhou, 2007[4]
- вид: Lomechusa turkestanica Roubal, 1916
- вид: Lomechusa wasmanni Reitter, 1918[7]
- вид: Lomechusa yunnanensis Hlaváč, 2005[5]
- вид: Lomechusa zaitzevi Schilow, 1977
- вид: «Lomechusa strumosa» (Fabricius, 1775) и некоторые другие — перенесены в состав рода Lomechusoides Tottenham, 1939

Жуки вида Lomechusa strumosa и их личинки живут в гнёздах муравьёв, которые их кормят, получая взамен этого особые выделения брюшных желёз ломехуз, которые муравьи слизывают. Это часто приводит к деградации жизни муравейника и гибели всей популяции.